# Castell de San Felipe
El castell de San Felipe és una edificació de caràcter originalment defensiva emplaçada a la ciutat de Puerto de la Cruz, en el nord de l'illa de Tenerife (Canàries, Espanya). És a uns 900 metres del nucli urbà, en la costa de Puerto de la Cruz, en la desembocadura del barranc de San Felipe del que pren el nom. En el seu entorn es localitza la platja Jardí. Va ser declarat Monument Històric Artístic el 22 d'abril de 1949, sota la protecció de la Declaració genèrica del Decret de 22 d'abril de 1949, i la Llei 16/1985 sobre el Patrimoni Històric Espanyol.

## Història
El castell va ser un dels quatre fortins que en l'antiguitat van defensar la ciutat. Va començar a construir-se en 1599 en una zona en la qual es disposaven dues lànguides plataformes dotades amb petits canons que ja havien demostrat la seva eficàcia en rebutjar un atac pirata perpetrat per cinc navilis. La construcció del fortí va concloure a principis del Segle XVII, concretament en 1604, i des de llavors va servir com a base defensiva davant possibles corsaris que buscaven refugi en l'embarcador del port. Entre els primers alcaids que van estar al capdavant del castell es troben el capità Juan Antonio de Franchy, nomenat en 1644, Diego Benítez de Lugo, Lorenzo Perera de Ponte, Alonso Calderón, Benito Vinya, Juan Francisco de Ponte i Carlos Franchy. Amb el nomenament, en 1725, de José Agustín Machado Espínola es tanca la llista, d'un total de cinquanta alcaides, segons recull l'historiador Pinto de la Rosa en la seva obra Apunts per a la Història de les Antigues Fortificacions de Canàries. Al segle xix va ser reformat doncs el transcurs del temps ho havia deteriorat. En 1878, es va procedir a desartillar-lo i va ser lliurat a l'ajuntament amb l'objectiu de destinar-ho a labors d'infermeria i lazareto. Finalment, en 1924, es va declarar inadequat per a les necessitats de l'exèrcit i va ser clausurat.

## Arquitectura i usos
El castell de San Felipe destaca entre tots els erigits en la seva època a Canàries per ser d'un refinat estil colonial. Construït de maçoneria, té un perímetre de forma pentagonal i, encara que en un inici ho envoltava un fossat i disposava d'un pont llevadís, va ser substituït més tard per una passarel·la fixa. Explicava originalment amb dues plantes, habilitada la segona per allotjar a uns 35 soldats aproximadament. Estava equipat amb tres canons de ferro, dos de 24 lliures i un altre de setze. L'aparença amb què llueix avui dia el castell respon a la reforma efectuada al Segle XIX.
A més de baluard defensiu, al llarg de la seva història ha estat lazareto, infermeria, ciutadella, dipòsit, societat de tir i restaurant. A la fi del segle XX es va escometre per part del consistori portuens una profunda remodelació que va transformar el recinte en centre cultural municipal i escenari per a concerts musicals i exposicions artístiques. A amb prou feines uns 50 metres del castell es conserva l'antic magatzem de pólvora o Polvorí.